# فخر كوبنهاغن
فخر كوبنهاغن (بالإنجليزية: Copenhagen Pride) هو أكبر مهرجان سنوي لحقوق الإنسان في الدنمارك، ويركز على قضايا مجتمع المثليين. وهو يشمل العاصمة كوبنهاغن بأكملها ويقام في شهر أغسطس من كل عام. وهو مناسبة ملونة، تجمع بين القضايا السياسية والحفلات، والأفلام و مسيرة فخر المثليين. النقطة المحورية له هي ساحة قاعة المدينة في وسط المدينة. يفتح المهرجان عادة في يوم الأربعاء من أسبوع الفخر، ويبلغ ذروته يوم السبت مع موكب. في عام 2014، شارك حوالي 21,000 شخص في المسيرة على العربات ذات المنصات ورافعين الأعلام، وخرج أكثر من 120,000 شخص إلى الشوارع لمشاهدته  في عام 2017، شارك حوالي 25,000 شخص في العرض على العربات ذات المنصات ورافعين الأعلام، وخرج أكثر من 300,000 شخص إلى الشوارع لمشاهدته.
بالإضافة إلى فخر كوبنهاغن، وهناك فخر آرهوس السنوي الأصغر منه، وميكس كوبنهاغن وهو مهرجان سينمائي خاص بالأفلام حول مجتمع المثليين.

## التاريخ
بدأ فخر كوبنهاجن في عام 1996 عندما كانت كوبنهاغن عاصمة الثقافة الأوروبية واستضافت يوروبرايد. من عام 1998، كان يسمى المهرجان «ميرميد برايد» ومن عام 2004 فصاعدا أصبح يُطلق عليه فخر كوبنهاغن. خلال السنوات الأولى أقيم المهرجان في يونيو، ولكن نُقِلَ في عام 1999 إلى شهر أغسطس. وتوافق عام 2009 مع إستضافة كوبنهاغن لحدث وورلد أوت غايمز. بالإضافة إلى المهرجان الصيفي، تم عقد أول فخر كوبنهاغن في الشتاء في شهر فبراير من عام 2015.
ويختلف كل عام الأشخاص المسؤولون عن تنظيمه وتقديمه، كما يختلف النشيد الرسمي والأغنية الرسمية له، ويختلف الفنانون والمشاهير الحاضرين فيه في كل نسخة سنوية.

## وصلات خارجية
- موقع فخر كوبنهاغن (بالدنماركية)